# هاري كومبتون
هاري كومبتون هو عسكري كندي، ولد في 9 أبريل 1899 في وينيبيغ في كندا، وتوفي في 1951 في تورونتو في كندا.